# Felix Annan
Felix Annan (* 22. November 1994 in Accra) ist ein ghanaischer Fußballtorwart.

## Vereinskarriere

### Zeit bei Asante Kotoko
Felix Annan stammt aus der Feyenoord Academy Ghana, die 2014 mit Red Bull Ghana zur West African Football Academy fusionierte, und war dort bis 2011 aktiv. Danach wechselte er nach Kumasi zu Asante Kotoko, mit dem er noch in seiner ersten Saison – in der er allerdings nicht zum Einsatz kam – die Meisterschaft gewann. In der nachfolgenden Spielzeit 2012/13 debütierte er in der höchsten ghanaischen Fußballliga, als er in der fünften Meisterschaftsrunde bei einem 2:0-Sieg über Berekum Arsenal das Tor hütete. Zwei Monate später absolvierte er gegen Berekum Chelsea sein zweites und gleichzeitig letztes Ligaspiel in dieser Saison und beendete die Meisterschaft mit Asante Kotoko abermals als ghanaischer Meister. Zumeist saß er in der abermaligen Meistersaison 2012/13 uneingesetzt auf der Ersatzbank des Klubs aus Kumasi und wurde, um weitere Spielpraxis zu sammeln, im Laufe der Saison 2013/14 an den ghanaischen Zweitligisten Real Tamale United verliehen. Nachdem er für den Klub aus Tamale in der Northern Region Ghanas zum Einsatz gekommen war, spielte er ebenfalls auf Leihbasis im Folgejahr für den Aufsteiger West African Football Academy. Neben der Jugendarbeit stellte die Akademie auch ein Team in der ghanaischen Erstklassigkeit, nachdem die Feyenoord Academy als einer der beiden Vorgängervereine den Aufstieg aus der zweithöchsten Liga geschafft hatte.
Nach Abschluss des Spieljahres kehrte Annan zu seinem Stammklub Asante zurück, mit dem er in der Vergangenheit zwar mehrfach an der CAF Champions League teilgenommen hatte, jedoch stets frühzeitig ausschied. Nachdem er in den vergangenen zwei Jahren Spielpraxis gesammelt hatte und zuletzt die Nummer 1 im Tor der WAFA war, wurde Annan unter Trainer David Duncan und dessen Nachfolger Michael Osei ab dem Spieljahr 2016 vermehrt in der Ghana Premier League eingesetzt. Unter Zdravko Logarušić und danach unter Steven Polack avancierte Annan im Spieljahr 2017 sogar zum Stammtorhüter des Klubs aus Kumasi, in dem er es auf 24 von 30 möglich gewesene Meisterschaftseinsätze brachte. In diesem Jahr gewann er – zum zweiten Mal nach 2013/14 – den ghanaischen Fußballpokal. Im Folgejahr wurde er unter Paa Kwesi Fabin bis zur Auflösung des ghanaischen Fußballverbandes und der Einstellung sämtlicher Fußballaktivitäten im Land in allen Ligapartien in dieser Saison eingesetzt. 2018 noch in der Vorrunde gegen CARA Brazzaville ausgeschieden, schaffte es Annan mit Asante Kotoko im CAF Confederation Cup 2018/19 bis in die Gruppenphase und schied erst dort als Dritter der Gruppe C vom Turnier aus. In der Vorrunde noch nicht in Einsatz, bestritt der 1,76 m große Schlussmann alle zehn weiteren Spiele seiner Mannschaft und kassierte dabei zwölf Gegentore.
Auch Charles Akonnor, der die Mannschaft im Oktober 2018 übernahm, setzte Annan im Sonderwettbewerb des Normalisierungskomitees des ghanaischen Fußballverbands 2019, der anstelle der Ghana Premier League ausgetragen wurde, in zwölf Meisterschaftsspielen ein. Noch im selben Monat, in dem das Meister-Play-off stattfand, debütierte Annan in der A-Nationalmannschaft seines Heimatlandes. Nachdem der ghanaische Verband wieder etabliert worden war, startete Annan als Kapitän und Stammtorhüter in die Ghana Premier League 2019/20, wurde jedoch nach vier Einsätzen durch Kwame Baah ersetzt, saß fortan uneingesetzt auf der Ersatzbank und wurde bis zum Saisonabbruch aufgrund der COVID-19-Pandemie nicht mehr von Maxwell Konadu berücksichtigt. Im CAF Confederation Cup 2019/20 ereilte die Mannschaft bereits in der Play-off-Runde gegen den FC San Pédro von der Elfenbeinküste das frühzeitige Aus. Im Oktober 2020 wurde Annan von der Sports Writers Association of Ghana (SWAG) für seine herausragenden Leistungen im Jahr 2019 zum Footballer of the Year gewählt. Dabei konnte er sich gegen die Konkurrenz von Stürmer Shafiu Mumuni (ehemals AshantiGold) und den Stürmer Joseph Esso (ehemals Hearts of Oak) durchsetzen. Anfangs noch unter Konadu als Einsertorwart und Kapitän in die Saison gestartet, musste er – teilweise auch verletzungsbedingt – unter den Interimstrainern Johnson Smith (Dezember 2020 bis Februar 2021) und Abdul Gazale (bis März 2021) sowie unter Mariano Barreto (bis September 2021) wieder auf der Ersatzbank Platz nehmen oder war sogar dritter Torhüter. Im Mai 2021 brachte er es noch zu einem dritten Ligaeinsatz in dieser Saison – 34 wären möglich gewesen. Im CAF Confederation Cup 2020/21 scheiterte er mit der Mannschaft abermals in der Play-off-Runde – diesmal gegen die ES Sétif aus Algerien. Aufgrund fehlender Perspektive zeichnete sich bereits während des Spieljahres ein baldiger Abgang Annans ab. Zuletzt hatte er noch im Jahre 2019 eine Vertragsverlängerung um drei Jahre unterzeichnet, die ihn bis 2023 an den Klub gebunden hätte.

### Über die Vereinigten Staaten nach England
Nachdem in den ghanaischen Medien über die gesamte Saison 2020/21 hinweg bereits über einen eventuellen Abgang – wenn auch nur auf Leihbasis – spekuliert bzw. diskutiert worden waren und sogar ein Wechsel nach Südafrika im Raum stand, entschied sich Annan erst nach Ablauf der Saison für einen Wechsel ins Ausland. Zu Jahresbeginn 2022 erhielt er einen Einjahresvertrag bei den Maryland Bobcats in der drittklassigen US-amerikanischen National Independent Soccer Association. Vom Kanadier Sylvain Rastello wurde der ehemalige ghanaische Internationale in 18 Meisterschaftsspielen eingesetzt; in den anderen fünf Partien erhielt der Routinier und ehemalige sierra-leonische Nationaltorhüter Christian Caulker den Vorrang. Mit der Mannschaft zog er im Spieljahr 2022 in die saisonabschließenden Play-offs ein, schied jedoch bereits im Viertelfinale gegen Albion San Diego aus, bei dem er ebenfalls zum Einsatz kam. Nach einem Jahr in den Vereinigten Staaten verließ er das Franchise nach Beendigung des Spieljahres wieder.
Im Sommer 2023 zog es ihn nach England, wo er sich Carlton Town mit Spielbetrieb in der achtklassigen Northern Premier League Division One East anschloss. Für den Wechsel nach Großbritannien entschied sich der Ghanaer, um näher bei seiner Frau und seinem Kind zu sein, die inzwischen hier lebten. Beim Klub aus den East Midlands avancierte The Cat, so der Rufname Annans, rasch zur Stammkraft im Tor der Millers und brachte es bis zum Saisonende auf 33 von 38 möglich gewesene Ligaeinsätze. Im Endklassement rangierte er mit dem Team auf dem fünften Platz der Northern Premier League Division One East und erhielt dadurch die Möglichkeit, an den saisonabschließenden Play-offs teilzunehmen. In diesen scheiterte er mit der Mannschaft bereits im Halbfinale. Im Mai 2024 verlängerte er seinen Vertrag bei den Millers um ein weiteres Jahr. Auch die Spielzeit 2024/25 absolvierte der Ghanaer als Stammtorhüter. Der Klub, der die Saison auf Rang 7 in der Division One East beendete, entschied sich zum Saisonende ab der kommenden Spielzeit in der Division One Midlands zu spielen. Am Ende der Saison 2024/25 wurde Annans auslaufender Vertrag bei Carlton Town abermals verlängert.

## Nationalmannschaftskarriere
Im Mai 2017 wurde Annan unter James Kwesi Appiah erstmals in die ghanaische Fußballnationalmannschaft berufen, blieb jedoch vorerst ohne Einsatz. Zuvor hatte er bereits in den Juniorenauswahlen Ghanas, zuletzt in der ghanaischen U-20-Nationalmannschaft, Erfahrung im Nationalteam gesammelt.
Im März 2019 erfolgte für das letzte Gruppenspiel der Qualifikation zum Afrika-Cup 2019 wieder eine Einberufung in Ghanas Nationalelf. Aufgrund herausragender Leistungen im bisherigen Spieljahr wurde Annan im Mai 2019 anlässlich der AFCON 2019 in den provisorischen 29 Spieler umfassenden ghanaischen Kader geholt. Sein Länderspieldebüt gab er daraufhin am 9. Juni 2019 in der Vorbereitung auf den Afrika-Cup in einem Freundschaftsspiel gegen Namibia, das in einer 0:1-Niederlage Ghanas endete. Annan wurde schließlich in den endgültigen 23-Mann-Kader Ghanas für den Afrika-Cup aufgenommen und war dabei der einzige Spieler, der in der heimischen ghanaischen Liga aktiv war. Während des Turniers, das Ghana nach einer Achtelfinalniederlage gegen Tunesien beendete, blieben Einsätze Annans aus. Anlässlich der Qualifikation zur Afrikanischen Nationenmeisterschaft 2020 kam The Cat wenige Monate später zu zwei weiteren Länderspieleinsätzen. Im Zweitrundenhinspiel der Qualifikation zur Afrikanischen Nationenmeisterschaft 2020 gegen Burkino Faso, das Ghana mit 0:1 verlor, stand Annan im Tor; auch im Rückspiel, das mit einem 0:0 endete und damit das Aus Ghanas in der Qualifikation besiegelte, hütete er das Tor.

## Erfolge
mit Asante Kotoko
- Meister der Ghana Premier League: 2011/12, 2012/13, 2013/14 und 2019,
- Ghanaischer Fußballpokalsieger: 2013/14 und 2016/17